# Centre de documentation et d'étude sur la langue internationale
Il Centre de documentation et d'étude sur la langue internationale, anche noto in lingua esperanto come Centro de dokumentado kaj esploro pri la lingvo internacia (CDELI, letteralmente "Centro di documentazione e di studio sulla lingua internazionale"), è una raccolta di circa 20 000 opere librarie in esperanto e nelle altre lingue ausiliarie internazionali, ospitata nella biblioteca civica di La Chaux-de-Fonds, in Svizzera, di cui costituisce un fondo specialistico.

## Finalità
Il CDELI cerca di preservare documenti su, e a proposito di, tutti i tipi di lingue artificiali: in aggiunta a libri e periodici sull'esperanto, offre le più ricche collezioni di materiali sul Volapük e sull'Occidental. Per la quantità di opere in esperanto presenti nel fondo, il CDELI si configura come una delle più ricche biblioteche di esperanto oggi esistenti.

## Storia
Il CDELI fu fondato nel 1967 da Claude Gacond, che ne divenne animatore e archivista a tempo pieno a partire dal 1994.

## Attività editoriale
Il CDELI è l'editore (con la Società Esperantista Svizzera) della Enciclopedia svizzera delle lingue pianificate (2006, ISBN 2-9700425-2-5), di Andreas Künzli.